# Димитър Йосифов (стенограф)
Вижте пояснителната страница за други личности с името Димитър Йосифов.
Димитър Константинов Йосифов е български стенограф и преподавател, тясно свързан с възникването и разпространението на стенографията в България. Той е секретар на Софийския университет в десетилетията след Освобождението на България и радетел на панславянската идея.

## Биография
Димитър Йосифов е роден в 1855 година в град Прилеп, днес в Северна Македония. Остава без родители и още на десетгодишна възраст е изпратен да учи в пансион за сираци в Белград, Сърбия. По-късно Димитър напуска пансиона и заминава за Болград, Бесарабия, където е приет за ученик в известната Болградска гимназия. Там той е съученик с бъдещия академик Александър Теодоров-Балан, който седем пъти споменава Димитър Йосифов като свой колоритен приятел в една своя мемоарна книга за младите си години. За характера на Димитър говори примерно следната случка, описана от Балан:
| „ | Една ученишка буна в 1874 г. от третия клас против ромънския учител по Естествена история Данку не беше против езика на преподаването, но против преподавателя, за когото съществуваше между учениците убеждение, че е ренегат българин, който странеше от българите, дори ги мразеше. Класът се бе надумал, да не му отговаря на изпитване по ромънски, под извет (под предлог), че не разбира езика, но да е готов с урока за деня за отговор по български. И за да удържи това условие, целият клас остаяше един час след учението, да си записва под диктовка българския превод на урока от ромънския учебник. Преводачи бяхме двама с Димитра Йосифов от Прилеп, стипендиянт; и смятам, че внушението за буната изхождаше от Йосифова, който заедно с други неколцина ученици из България беше напущал по народностни причини стипендия и учение в Бялград. Тъкмо с него има Данку най-мъчителното си обяснение, като добиваше все един и същ отговор: „не разбирам“, „nu intelegu“. | “ |

След завършването на гимназия Димитър Йосифов, поради липса на средства за продължение на образованието си, става учител в град Бабадаг, чието население по онова време е изключително българско.
Заселва се в София при обявяването ѝ за столица. Там той е един от първите ученици и помощници на съставителя на българската стенография Антон Безеншек. Димитър Йосифов помага на Безеншек също така при създаването на учебник по руска стенография, а впоследствие е може би първият преподавател по руска стенография в България като обучава учещи в Русия българи по време на летните им ваканции в България.
Димитър Йосифов владее и немски език и поддържа връзка с известното немско издателство Teubner – пак по стенографски въпроси, както и с някои немскоезични вестници. Жени се за виенчанката Каролине Пьолеритцер, дъщеря на един от австрийските сътрудници на княз Фердинанд I, която впоследствие става учителка по немски език в София, приема православната вяра и получава съответно името Калина.
Езиковите и стенографски способности на Димитър Йосифов, а вероятно и препоръка на Александър Теодоров-Балан – един от създателите на наскоро откритото Висше училище, му помагат да бъде назначен за секретар на Висшето училище. В Държавен архив – София се пазят множество протоколи от заседанията на Висшия академичен съвет., всичките старателно оформени (стенографирани, впоследствие разшифровани и написани начисто) и подписани отдолу: Секретарь при Висшето училище: ДИосифовъ. От началото на учебната 1896/97 година Димитър Йосифов поема допълнително и счетоводната служба.
Освен до Виена, откъдето е жена му, Димитър Йосифов пътува също до Брюксел (в 1888 г. при приятел) и Санкт Петербург (като кореспондент-стенограф), както и до Киев семейно при сина си.
В 1904 година със специален „Закон за университета“ Висшето училище е обявено за университет. Според този закон Димитър Йосифов няма необходимия ценз – висше образование за заеманата длъжност и в началото на учебната 1904/05 година е принуден да напусне. В последвалите години, до последните си дни, е учител по стенография към гимназии, учреждения и специализирани курсове, както и кореспондент на някои вестници. Участва активно и в дейността на стенографските дружества. Води стенографска кореспонденция с изявените стенографи по онова време Теодор Гълъбов и други.
Професор Порфирий Бахметиев, приятел на Йосифов, помага на сина му Константин Йосифов да се подготви добре и да спечели стипендия за следване в Миланската политехника. Константин Йосифов се жени за Радка Йосифова, която е племенница на професор Александър Станишев.
Димитър Йосифов се увлича от идеите на панславизма, обхванали южните славяни в онези години, и в 1880 г. заедно с Безеншек, братя Иржи и Богдан Прошек и други става един от основателите на Дружество „Славянска беседа“. Вярва, че стенографията може да допринесе за сближаването на отделните славянски народи като се използва приликата между отделните национални стенографии и се върви към по-голяма степен на тяхното уеднаквяване. В 1930 г. за 50-годишно активно членство Димитър Йосифов е провъзгласен за почетен член на Дружеството.
Йосифов умира на 13 февруари 1931 година в София.